# Platanthera integrilabia
Platanthera integrilabia là một loài thực vật có hoa trong họ Lan. Loài này được (Correll) Luer miêu tả khoa học đầu tiên năm 1975.